# シアター・オヴ・トラジディー

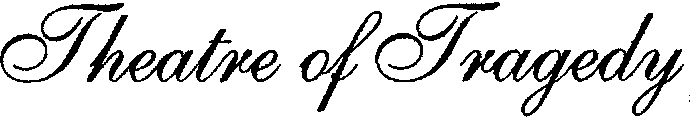
バンドのロゴ

シアター・オブ・トラジディ(Theatre of Tragedy)は、ノルウェー出身のゴシックメタル・バンド。
ゴシックメタルの確立に貢献した先駆者として知られる。

## 概要
活動当初の音楽性は完全なゴシックメタルに属し、激しい男性デスヴォイスに浮遊感たっぷりの女性ソプラノヴォイスという典型的な形をとっている。彼らのこの手法は一般的に「美女と野獣」ボーカル（"Beauty and the Beast" vocals）と呼ばれた。
ゴシックメタルは「パラダイス・ロスト」が創始者とされるが、シアター・オヴ・トラジディーがこのジャンルの確立に貢献し、多くのフォロワーバンドを生み出した。
3rdアルバム『Aegis』からは攻撃的なギターと激情ヴォーカルが身を潜め、一転してメランコリックなサウンドに変化している。デスヴォイスを外すようになり、女性ソプラノもスタンダードな歌い方になった。
更に、刷新を理由にオリジナルシンガー リヴ・クリスティンを解雇し、5thアルバムからネル・シグランド（元THE CREST）に交代した。6thアルバム『Storm』から、若干ヘヴィなサウンドに原点回帰している。
2010年に解散。翌年にラストライブの模様を収めた作品を発表。
|  |  |

## メンバー

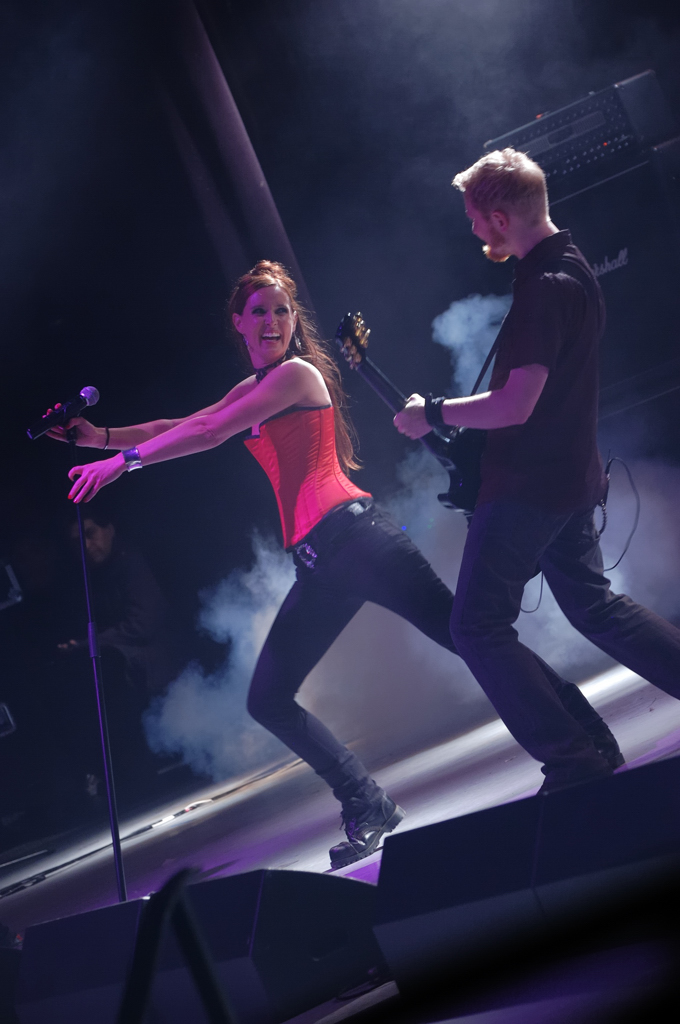
ネル・シグランド(Vo) 2010年

### 最終ラインナップ
- ネル・シグランド (Nell Sigland) - ボーカル (2004-2010)
- レイモンド・I・ロホニ (Raymond Istvàn Rohonyi) - ボーカル/プログラミング (1993-2010)
- フランク・クラウゼン (Frank Claussen) - ギター (1997-2010)
- ヴェガルド・K・トーセン (Vegard K. Thorsen) - ギター (1999-2010)
- ローレンツ・アスペン (Lorentz Aspen) - キーボード/ピアノ (1993-2010)
- ハイン・フローデ・ハンセン (Hein Frode Hansen) - ドラムス (1993-2010)

### 旧メンバー
- リヴ・クリスティン (Liv Kristine) - ボーカル (1993-2003)
- ポール・ビョースタ (Pål Bjåstad) - ギター (1993-1995)
- トミー・リンダル (Tommy Lindal) - ギター (1993-1997)
- ガイヤー・フリッケイド (Geir Flikkeid) - ギター (1995-1997)
- トミー・オルソン (Tommy Olsson) - ギター (1997-1999)
- エイリック・T・サルトロ (Eirik T. Saltrø) - ベース (1993-2000)

## ディスコグラフィ
- Theatre of Tragedy (1995年)
- Velvet Darkness They Fear (1996年)
- Aégis (1998年)
- Musique (2000年)
- closure:live (2001年) - ライブアルバム
- Assembly (2002年)
- Storm (2006年)
- Forever Is the World (2009年)
- Last Curtain Call (2011年) - ライブアルバム/ライブビデオ